# Datia (Stadt)

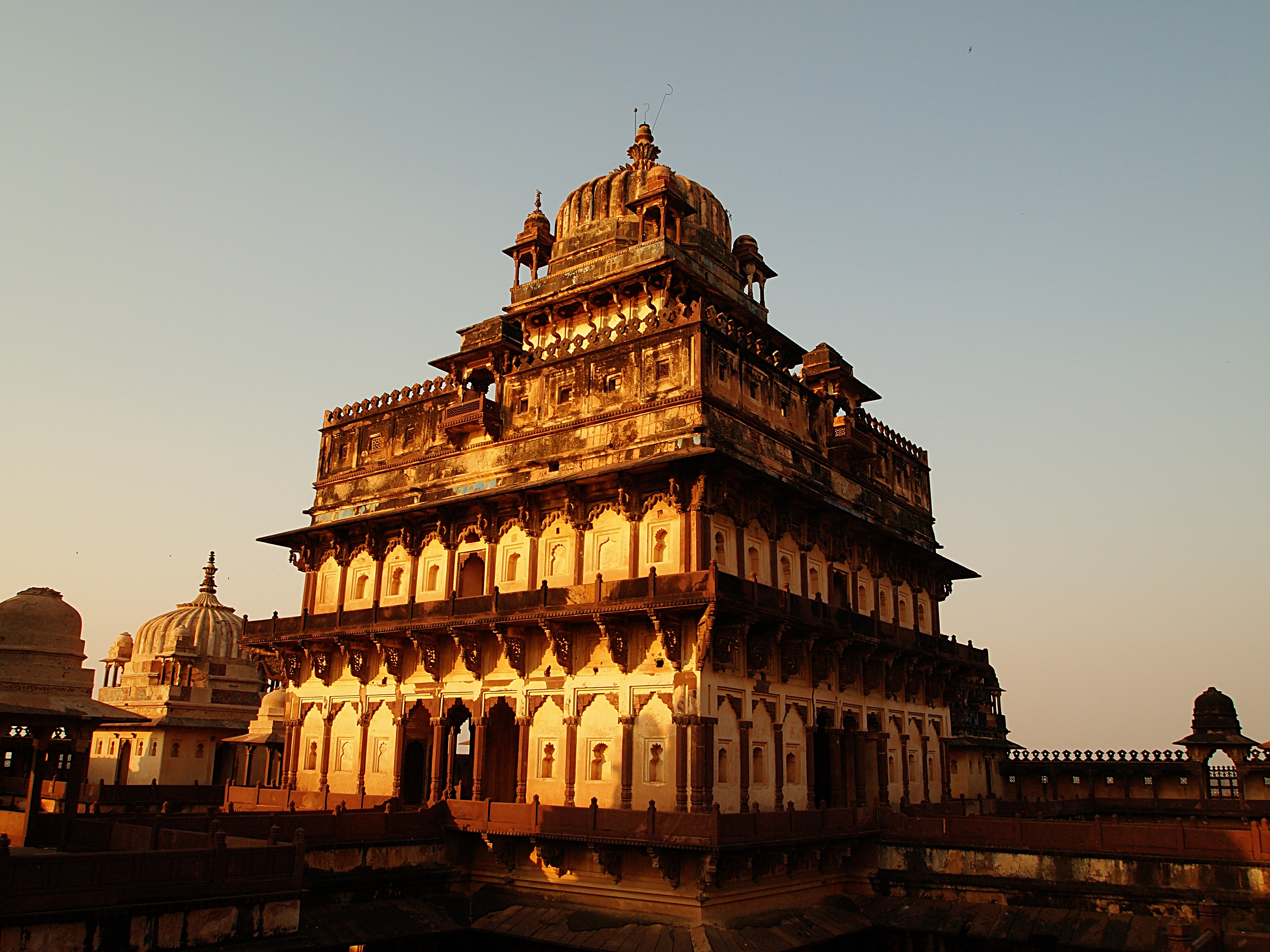
Zentraler Palastbau

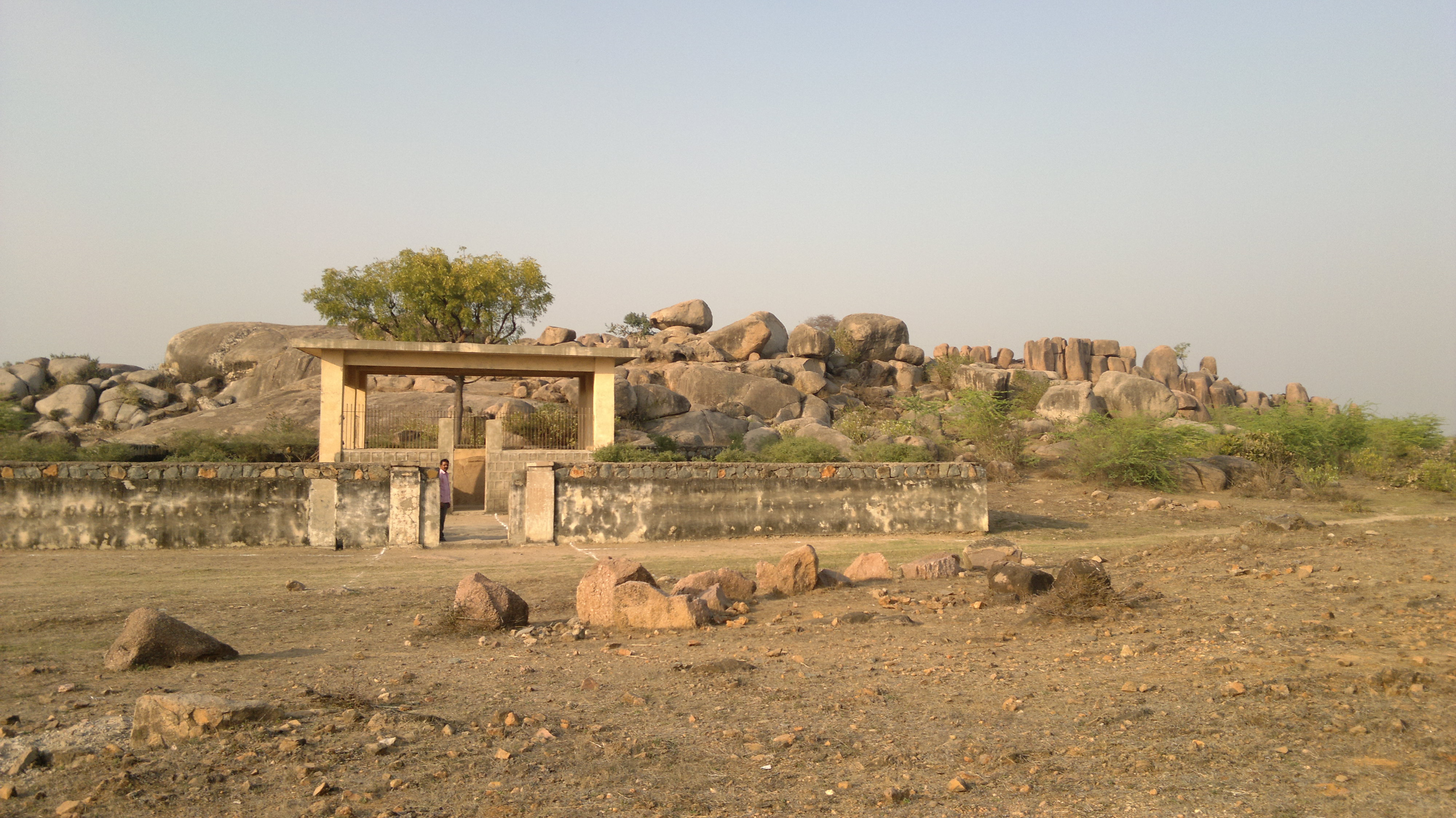
Ashoka-Felsedikt bei Gujarra

Datia (Hindi दतिया) ist eine Großstadt mit ca. 120.000 Einwohnern im indischen Bundesstaat Madhya Pradesh und gleichzeitig Verwaltungssitz des gleichnamigen Distrikts.

## Lage und Klima
Die Stadt Datia liegt ca. 100 km (Fahrtstrecke) südöstlich von Gwalior und nur ca. 28 km nordwestlich von Jhansi in einer Höhe von ca. 350 m. Das Klima ist gemäßigt bis warm; Regen (ca. 940 mm/Jahr) fällt hauptsächlich in der sommerlichen Monsunzeit.

## Bevölkerungsentwicklung
| Jahr      | 1991   | 2001   | 2011    |
| Einwohner | 64.477 | 82.755 | 100.284 |

Infolge der Mechanisierung der Landwirtschaft und der Aufgabe kleinbäuerlicher Betriebe sind die Arbeitslosigkeit und die Armut auf dem Land deutlich angestiegen; viele Menschen suchen deshalb ihr Glück in den Städten (Landflucht). Ca. 87 % der Einwohner sind Hindus und ca. 11,5 % sind Moslems; der Rest entfällt auf Buddhisten, Jains, Sikhs und Christen. Der männliche Bevölkerungsanteil übersteigt den weiblichen um ca. 10 %. Man spricht Hindi und Bundeli.

## Wirtschaft
Die Einwohner der Großstadt und ihres Umlandes leben in erster Linie direkt oder indirekt von der Landwirtschaft; in der Stadt dominieren Kleinhandel, Handwerk und Tagelöhner.

## Geschichte
Nach Ansicht einiger wird Datia bereits im Mahabharata als Daityavakra erwähnt. Mittelalterliche Nachrichten fehlen. Raja Bir Singh ließ zu Beginn des 17. Jahrhunderts einen seiner vielen Paläste oberhalb eines künstlichen Sees bei der Stadt errichten. Der Fürstenstaat Datia entstand durch Erbteilung im Jahr 1626 und hatte – auch unter britischer Herrschaft – bis zur Unabhängigkeit Indiens Bestand. Danach schloss er sich der Fürstenunion von Vindhya Pradesh an, die jedoch im Jahr 1956 aufgelöst wurde und im neugeschaffenen Bundesstaat Madhya Pradesh aufging.

## Sehenswürdigkeiten
- Wichtigste Sehenswürdigkeit der Stadt ist der auf einem Hügel oberhalb eines künstlichen Sees im indo-islamischen Stil errichtete Raja-Bir-Singh-Palace. Hier ist vor allem der mehrgeschossige quadratische und oben in einem Kuppelbau mit Eckchhatris endende zentrale Palastbau erwähnenswert, der in seiner Art in Indien einzigartig ist.
- Ebenfalls beachtenswert ist der Rajgarh-Palace – ein Teil einer ehemaligen Festung mit schönen Ausblicken über die Stadt.

Umgebung
- Ca. 16,5 km nordwestlich Stadt liegt das aus 77 Tempeln bestehende Jain-Heiligtum der Sonagiri-Hills.
- Im ca. 16 km südöstlich gelegenen Ort Unao befindet sich einer der in Indien eher seltenen Sonnentempel.
- Ca. 5 km westlich von Unao liegt das Dorf Gujarra mit einer kurzen Ashoka-Inschrift.